# تجمع حرية (حجر الصيعر)

تعديل مصدري - تعديل

تجمع حرية هي إحدى قرى عزلة حجر الصيعر بمديرية حجر الصيعر التابعة لمحافظة حضرموت، بلغ تعداد سكانها 67 نسمة حسب تعداد اليمن لعام 2004.